# Proceedings of the Entomological Society of Washington
Proceedings of the Entomological Society of Washington (skrót: Proc. Entomol. Soc. Wash.) – amerykańskie, recenzowane czasopismo naukowe publikujące w zakresie entomologii
Czasopismo to publikowane jest przez The Entomological Society of Washington. Ukazuje się od 1884 roku. Wychodzi cztery razy do roku: w styczniu, kwietniu, czerwcu i październiku. Zamieszczane w nim publikacje obejmują tematyką wszelkie dziedziny entomologii, w tym: systematykę, taksonomię, biologię, naukę o zachowaniu, ekologię, morfologię i genetykę owadów.
W 2017 roku jego wskaźnik cytowań według Scimago Journal & Country Rank wyniósł 0,304 co dawało mu 92. miejsce wśród czasopism poświęconych naukom o owadach